# Mehmet Scholl
Mehmet Tobias Scholl, rodným jménem Mehmet Tobias Yüksel, (* 16. října 1970, Karlsruhe) je bývalý německý fotbalista tureckého původu. Nastupoval na postu ofenzivního záložníka a byl specialistou na standardní situace.
S reprezentací Německa získal zlatou medaili na mistrovství Evropy 1996. Hrál také na Euru 2000. Celkem za národní tým odehrál 36 utkání, v nichž vstřelil 8 gólů.
S Bayernem Mnichov vyhrál Ligu mistrů 2000/01, Pohár UEFA 1995/96 (dal gól v obou finálových zápasech) a Interkontinentální pohár 2001 (ve finále ovšem nenastoupil). Celkem v evropských pohárech odehrál 88 utkání a dal 18 branek. Osmkrát se v dresu Bayernu stal mistrem Německa, pětkrát vyhrál německý pohár.
S osmi tituly v Bundeslize mu patří dělené druhé místo vedle hráčů Olivera Kahna, Bastiana Schweinsteigera, Philippa Lahma, Arjena Robbena, Thomase Müllera a Davida Alaby. Na prvním je Franck Ribéry s 9 tituly, který po Schollovi převzal dres s číslem 7. (Aktuální na začátku ročníku 2019/20)
Po konci kariéry se vydal na trenérskou dráhu. Zůstal v Bayernu a v letech 2009 až 2010 vedl jeho rezervní tým. Mezi roky 2010 a 2011 pracoval jako fotbalový televizní expert pro televizi ARD.

## Klubová kariéra
Přestupem do Bayernu v roce 1992 načal své dlouholeté a úspěšné působení trvající 15 let. V první sezoně dostal příležitost ukázat se od trenéra Ericha Ribbecka a odměnil se mu 7 góly. Bayern o pouhý bod ztratil titul, který putoval do Werderu Brémy. Ve své druhé sezoně se už prosadil 11krát a mohl slavit první titul v kariéře. Sezona 1994/95 ukázala propad Bayernu na šestou příčku, Scholl však táhl ofenzívu 9 brankami a 8 brankovými asistencemi. Určitou náplastí na ligové trápení bylo semifinále Ligy mistrů, kde Bayern po domácí remíze 0:0 padl na hřišti Ajaxu 2:5.
Byl to ale Scholl, kdo byl u obou branek, jednou jako střelec a jednou jako nahrávač.
Schollovo 10 branek za 30 zápasů umístilo Bayern na druhou pozici v tabulce Bundesligy v ročníku 1995/96. Úspěšný byl ale Bayern alespoň v Evropě – zvládl semifinále proti Barceloně (2:2 doma a venku výhra 2:1), Scholl se na jejím vyřazení podílel gólem a asistencí.
Ve finále Poháru UEFA porazil v obou zápasech Girondins Bordeaux a Scholl byl opět u toho. Dvakrát jako střelec, jednou jako nahrávač.
Během ročníku 1996/97 jej sužovala zranění, Bayern i přesto získal ligový titul. Následující sezona skončila druhým místem, Bayern tedy neobhájil ani s pomocí 9 branek Mehmeta Scholla. Naopak v letech 1999, 2000, 2001 slavil tři za sebou jdoucí ligové tituly, byť v sezoně 1998/99 jej sužovali zranění. Vrátil se až na jaře 1999, přičemž v závěrečné šestici zápasů ligy nastoupil pětkrát a čtyřikrát vstřelil gól.
Scholl se ukázal v Lize mistrů až v průběhu března, ve druhém poločase odvetného zápasu proti Kaiserslauternu, kdy přišel na hřiště namísto Effenberga.
Bayern svého soupeře porazil v celkovém součtu 6:0, aby se v semifinále střetl s ukrajinským Dynamem Kyjev. Scholl si zahrál celé utkání v Kyjevě, kde Bayern uhrál remízu 3:3. Odvetné utkání zůstal na lavičce, Bayern vyhrál 1:0 a čekalo ho finále na Camp Nou. Utkání na stadionu Barcelony odřídil rozhodčí Pierluigi Collina, Bayern střetl Manchester United. Na hřiště se dostal v 71. minutě, nahradil Alexandera Zicklera. Bayern vedl po gólu Maria Baslera 1:0 a Scholl povzbudil ofenzívu a jeho střela zamířila do tyče. United ale v nastaveném čase otočil zápas ve svůj prospěch a porazil Bayern 2:0.
V ročníku 2000/01 se Bayern probil do finále proti španělské Valencii. Po dvou minutách po penaltě Gaizka Mendiety prohrával, naopak Scholl v sedmé minutě svoji penaltu díky zásahu brankáře Cañizarese neproměnil.
V 50. minutě se ke třetí penaltě zápasu postavil záložník Bavorů Stefan Effenberg a srovnal na 1:1. Zápas dospěl k penaltám, které Bayern zvládl poměrem 5:4.
Během své poslední sezony 2006/07 v kariéře už nastupoval zřídka a jako střídající hráč. V základu nastoupil až poslední ligové kolo proti Mainzu (Mohuči), ve 33. minutě zvýšil na 2:0 a rozloučil se tak s kariérou gólem.

## Reprezentační kariéra
Trenér Berti Vogts dal Schollovi poprvé šanci v národním mužstvu 26. dubna 1995 v přátelském zápase proti Walesu.
Byl nominován na EURO 1996, ale ve skupině nedostal příležitost ve hře. Ve čtvrtfinále, semifinále a finále už hrál v základní sestavě. Němci po Bergerově gólu z penalty prohrávali 0:1, Scholl šel v 69. minutě ze hřiště, nahradil jej Oliver Bierhoff, který 2 brankami otočil zápas ve výhru 2:1 v prodloužení.
Kvůli zranění neměl možnost účastnit se MS 1998, zahrál si však na Konfederačním poháru 1997. O tři roky později byl součástí německého mužstva, které ve skupině evropského šampionátu skončilo již ve skupině.
Únorový přátelský zápas v roce 2002 proti Izraeli byl jeho posledním ve dresu národního týmu. Před MS 2006 pořadané Německem se objevila online petice se 100 tisíci podpisy, která žádala trenéra Klinsmanna, aby nominoval Scholla zpět do reprezentace. Jeho bývalý spoluhráč z reprezentace a klubu jej ale na šampionát nepřizval.

### Reprezentační góly
Góly Mehmeta Scholla za reprezentační A-mužstvo Německa
| Gól | Datum        | Stadion                | Soupeř          | Skóre (min.) | Výsledek | Soutěž                   |
| --- | ------------ | ---------------------- | --------------- | ------------ | -------- | ------------------------ |
| 010 | 29. 5. 1996  | Belfast, Severní Irsko | Severní Irsko   | 01:1 0(77.)  | 1:1      | přátelské utkání         |
| 020 | 6. 4. 1999   | Leverkusen, Německo    | Moldavsko       | 05:0 0(71.)  | 6:1      | kvalifikace na EURO 2000 |
| 030 | 14. 11. 1999 | Oslo, Norsko           | Norsko          | 00:1 0(90.)  | 0:1      | přátelské utkání         |
| 040 | 7. 6. 2000   | Freiburg, Německo      | Lichtenštejnsko | 02:1 0(31.)  | 8:2      | přátelské utkání         |
| 050 | 12. 6. 2000  | Liège, Belgie          | Rumunsko        | 01:1 0(28.)  | 1:1      | EURO 2000                |
| 060 | 16. 8. 2000  | Hannover, Německo      | Španělsko       | 01:0 0(24.)  | 4:1      | přátelské utkání         |
| 070 | 16. 8. 2000  | Hannover, Německo      | Španělsko       | 02:0 0(51.)  | 4:1      | přátelské utkání         |
| 080 | 15. 11. 2000 | Kodaň, Dánsko          | Dánsko          | 02:1 0(82.)  | 2:1      | přátelské utkání         |

## Úspěchy
Bayern Mnichov
- 1. Bundesliga
  - 1. místo (1993/94, 1996/97, 1998/99, 1999/00, 2000/01, 2002/03, 2004/05, 2005/06)
- DFB-Pokal
  - 1. místo (1997/98, 1999/00, 2002/03, 2004/05, 2005/06)
- DFL-Ligapokal
  - 1. místo (1997, 1998, 1999, 2000, 2004)
- Liga mistrů UEFA
  - 1. místo (2000/01)
- Pohár UEFA
  - 1. místo (1995/96)
- Interkontinentální pohár
  - 1. místo (2001)

Německo
- Mistrovství Evropy
  - 1. místo (1996)